# Pedro Linares López
Pedro Linares López (Ciudad de México, 29 de junio de 1906 - Ibidem, 25 de enero de 1992) fue un artista mexicano, creador de los alebrijes.

## Semblanza biográfica
Pedro Linares López comenzó como un experto en fabricar judas de cartón y otras figuras para Diego Rivera, Frida Kahlo y muchos otros artistas de la Academia de San Carlos. Creó los llamados alebrijes después de enfermarse a los 30 años de edad. Mientras estaba en la cama inconsciente, Linares soñó un lugar extraño parecido a un bosque. De pronto las rocas, las nubes y los animales se convirtieron en algo extraño, una especie de animales, pero animales desconocidos. Vio un burro con alas, un gallo con cuernos de toro, un león con cabeza de perro y todos ellos estaban gritando una sola palabra, la palabra era «Alebrijes».
Pedro dio vida a su visión y con ello nació el arte del alebrijes. En poco tiempo fue conocido como uno de los mejores artistas de México. Los alebrijes son muy apreciados nacional e internacionalmente. El mismo Diego Rivera decía que nadie más podía realizar las extrañas figuras que acostumbraba pedir. La obra realizada para Rivera se muestra ahora en el Museo Anahuacalli en la Ciudad de México. Pedro Linares recibió en 1990 el Premio Nacional de Ciencias y Artes en la categoría Artes y Tradiciones Populares, la más alta condecoración para artistas y artesanos otorgada por el gobierno mexicano. Dos años después de recibir este premio, cayó enfermo una tarde de 1992. Un médico vino a atenderlo y dijo que tenía una úlcera gástrica. Murió a la edad de 85 años.